# Nigerias Geologie
Nigeria verdankt seine Bodenschätze wie Erdöl, Erdgas, aber auch Kalkstein, Kohle, Schiefer, Marmor und Granit seiner geologischen Situation mit drei prägenden Kratonen (Westafrika, Kongo und São Francisco) und dem Zusammenfluss von Niger und Benue und ihren Sedimenten von ca. 100 Mio. Jahren.

## Tektonik, Präkambrium

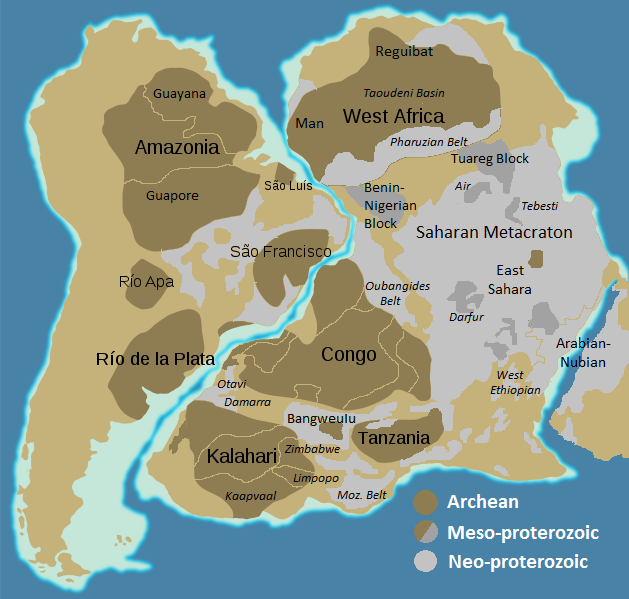
Gondwana: gemeinsamer Kontinent von Südamerika und Afrika, das heutige Nigeria lag nicht an einem Ozean

Nigeria liegt auf dem Westafrika-Kraton der Afrikanischen Kontinentalplatte. Dabei befindet sich das Land auf einem weniger dichten Teil des Westafrika-Kratons, dem „Nigeria-Schild“, was eine allmähliche Hebung und Abtragung des Gesteins bedeutet und Ursache für die reichlichen Grundstoffe des Landes ist. Im Südosten, an der Grenze Nigerias zu Kamerun, stößt der Nigeria-Schild an das Kongo-Kraton.
Die Geologie Nigerias entstand vor 2,9 Milliarden bis 500 Millionen Jahren mit drei großen Gebirgsbildungen (Orogenese). Die Gesteinsschichten (Migmatit-Gneis) aus dieser Zeit sind vulkanischen Ursprungs bzw. Gestein, das durch Lava zeitweilig aufgeschmolzen („intrudiert“) wurde.

## Kambrium bis Trias: Granit
Vor ca. 610 Millionen Jahren kollidierten die Kratone Südamerikas und Afrikas und bildeten 500 Millionen Jahre lang den gemeinsamen Großkontinent Gondwana. Ein Meeresarm vom heutigen Libyen nach Nigeria schloss sich wenige Millionen Jahre später. Das Gebiet des heutigen Nigeria war danach also vom Meer abgeschnitten und grenzte an das heutige Brasilien. Die Kontinent-Kontinent-Kollision und die ostwärts gerichtete Subduktion intrudierten Granitoide in den gesamten Nigeria-Schild ein. In Nigeria bildeten sich Syenite und Diorite, die als ältere Granite bezeichnet werden. Vor etwa 490 Millionen Jahren füllten vulkanische Ablagerungen Molassegräben und bildeten Dazit und Shoshonit, während die älteren Granite sich weiter ablagerten. Vor etwa 180 Millionen Jahren intrudierten jüngere Granite in das Grundgestein auf dem Jos-Plateau. Bei den jüngeren Graniten handelt es sich in erster Linie um Alkalifeldspatgranite. Sie sind in der Regel stark mineralisiert und reich an Niob und Zinn.

## Jura und Kreidezeit: Kalkstein, Schiefer, Kohle, Marmor
Vor etwa 120 Millionen Jahren trennten sich Südamerika und Afrika, der Atlantik drang vom Westen und Süden her vor und damit entstanden die heutige brasilianische und nigerianische Küste. Die Erosion und Sedimentbildung durch Wasser nahm zu, Vulkanismus spielte jetzt eine geringere Rolle.

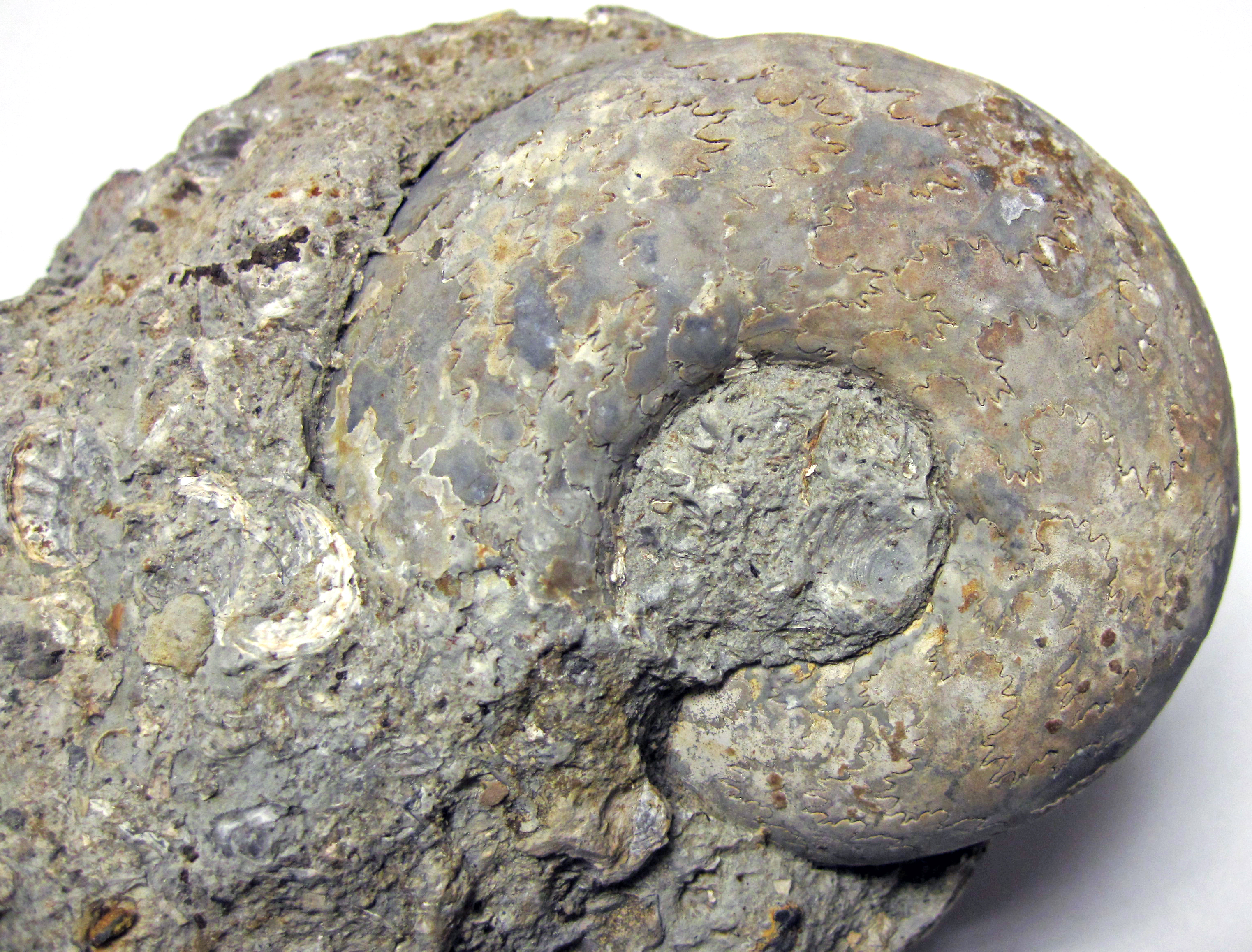
Kalkstein mit Fossilien aus Gombe, Nigeria

Im Süden Nigerias bildeten sich vor 110 Mio. Jahren große Sedimentbecken. Muschelbänke verursachten die umfangreichen Kalksteinvorkommen im Südwesten und in der Mitte Nigerias. Im Südosten wechseln sich Sandschiefer mit Sandstein- und Kalksandsteinschichten ab, die Ammoniten-, Radiolarien-, Stachelhäuter- und Schneckenfossilien enthalten. In einigen dieser Sedimentgesteinsschichten wurden Blei- und Zinkmineralisierungen festgestellt. Bei Edo bildete sich eine Marmorschicht.
Der Sandstein, Kalkstein und Schiefer einer 600 Meter mächtigen Erdschicht bildete sich vor 100 bis 90 Millionen Jahren in der Nähe des heutigen Calabar. Fischzähne, Ammoniten und Stachelhäuter datieren die Erdschicht in das Turon (vor 90 Millionen Jahren), während die blaugrauen Schiefer und Mergelkalke der Erdschicht in das Coniacium datiert werden (vor 87 Millionen Jahren).
Vor 85 Millionen Jahren sank der Meeresspiegel. Dennoch blieb der Südosten Nigerias wasserreich. Vor 83 bis 66 Millionen Jahren wurden bei Enugu Schiefer, Schlammstein, Kalkstein und Sandsteine abgelagert, die eine küstennahe Umgebung vermuten lassen. In anderen Teilen Nigerias bildeten sich der Owelli-Sandstein, der Enugu-Schiefer und der Asata-Schiefer etwa zur gleichen Zeit in einer Flachwasserumgebung. Andere Formationen mit ähnlichem Alter sind die ammonitenhaltigen Kohlevorkommen in den Bundesstaaten Anambra und Enugu.
Vor ca. 70 Millionen Jahren stieg der Meeresspiegel. Es kam in verschiedenen Becken im Südwesten Nigerias zu massiven Ablagerungen (z. B. die Abeokuta-Formation). Das Sokoto-Becken im Nordwesten Nigerias begann mit der Ablagerung von Sedimenten, die ein brackiges Milieu dokumentiert. Die marinen Schiefer im nigerianischen Tschadbecken entstanden. Es bildete sich dort ein Mündungsgebiet, was zur Ablagerung der Gombe-Sandsteine führte, die mit Eisenstein, Schluffstein und Schiefer durchsetzt sind.

## Känozoikum: Erdöl, Erdgas

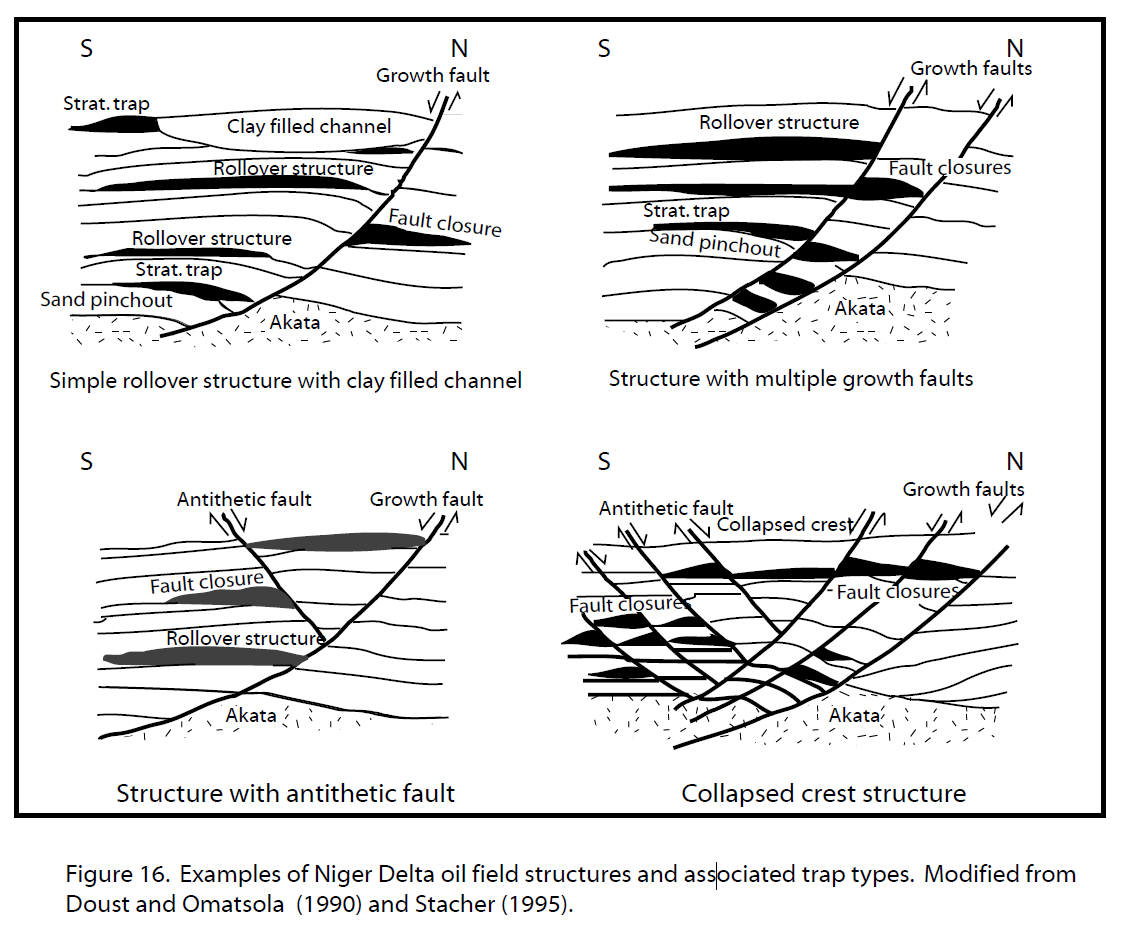
Struktur der Ölfelder des Nigerdeltas

Vor 56 Millionen Jahren sank der Meeresspiegel und in der Folgezeit wurde Nigeria hauptsächlich durch terrestrische Ablagerungen geprägt. Die Mündung des Niger verschob sich von Onitsha (etwa vor 35 Millionen Jahren) 200 km in den Atlantik hinein, 50 km weiter als die heutige Küstenlinie (vor 2 Millionen Jahren). In dieser Zeit sedimentierte in den flachen Gewässern des Nigerdelta organisches Material unter Sauerstoffausschluss und bildete Nigerias Ölvorkommen.